# Jānis Kļaviņš
Jānis Pēteris Kļaviņš (5 agosto 1913 – 29 novembre 1941) è stato un calciatore lettone, di ruolo portiere.

## Carriera

### Club
Nel periodo in cui ha giocato in nazionale militava nell'JKS.

### Nazionale
Ha esordito il 19 agosto del 1931 nella gara di amichevole contro la Finlandia, entrando al posto di Viktors Vizla.
Ha disputato in tutto 18 incontri con la sua nazionale, subendo 23 reti e vincendo due Coppe del Baltico.

## Statistiche

### Cronologia presenze e reti in Nazionale
| Cronologia completa delle presenze e delle reti in nazionale ― Lettonia | Cronologia completa delle presenze e delle reti in nazionale ― Lettonia | Cronologia completa delle presenze e delle reti in nazionale ― Lettonia | Cronologia completa delle presenze e delle reti in nazionale ― Lettonia | Cronologia completa delle presenze e delle reti in nazionale ― Lettonia | Cronologia completa delle presenze e delle reti in nazionale ― Lettonia | Cronologia completa delle presenze e delle reti in nazionale ― Lettonia | Cronologia completa delle presenze e delle reti in nazionale ― Lettonia |
| Data                                                                    | Città                                                                   | In casa                                                                 | Risultato                                                               | Ospiti                                                                  | Competizione                                                            | Reti                                                                    | Note                                                                    |
| ----------------------------------------------------------------------- | ----------------------------------------------------------------------- | ----------------------------------------------------------------------- | ----------------------------------------------------------------------- | ----------------------------------------------------------------------- | ----------------------------------------------------------------------- | ----------------------------------------------------------------------- | ----------------------------------------------------------------------- |
| 19-8-1931                                                               | Helsinki                                                                | Finlandia                                                               | 4 – 0                                                                   | Lettonia                                                                | Amichevole                                                              | -1                                                                      | 75’                                                                     |
| 29-6-1932                                                               | Kaunas                                                                  | Lituania                                                                | 2 – 3                                                                   | Lettonia                                                                | Amichevole                                                              | -2                                                                      |                                                                         |
| 13-7-1932                                                               | Riga                                                                    | Lettonia                                                                | 0 – 0                                                                   | Svezia                                                                  | Amichevole                                                              | -                                                                       |                                                                         |
| 24-7-1932                                                               | Liepaja                                                                 | Lettonia                                                                | 2 – 1                                                                   | Lituania                                                                | Amichevole                                                              | -1                                                                      |                                                                         |
| 28-8-1932                                                               | Riga                                                                    | Lettonia                                                                | 4 – 1                                                                   | Lituania                                                                | Coppa del Baltico 1932                                                  | -1                                                                      |                                                                         |
| 30-8-1932                                                               | Riga                                                                    | Lettonia                                                                | 1 – 0                                                                   | Estonia                                                                 | Coppa del Baltico 1932                                                  | -                                                                       |                                                                         |
| 11-9-1932                                                               | Kaunas                                                                  | Lituania                                                                | 1 – 0                                                                   | Lettonia                                                                | Amichevole                                                              | -1                                                                      |                                                                         |
| 2-10-1932                                                               | Varsavia                                                                | Polonia                                                                 | 2 – 1                                                                   | Lettonia                                                                | Amichevole                                                              | -2                                                                      |                                                                         |
| 28-5-1933                                                               | Riga                                                                    | Lettonia                                                                | 2 – 0                                                                   | Estonia                                                                 | Amichevole                                                              | -                                                                       |                                                                         |
| 12-6-1933                                                               | Riga                                                                    | Lettonia                                                                | 6 – 2                                                                   | Lituania                                                                | Amichevole                                                              | -2                                                                      |                                                                         |
| 4-7-1933                                                                | Riga                                                                    | Lettonia                                                                | 1 – 1                                                                   | Svezia                                                                  | Amichevole                                                              | -1                                                                      |                                                                         |
| 9-8-1933                                                                | Tallinn                                                                 | Estonia                                                                 | 2 – 1                                                                   | Lettonia                                                                | Amichevole                                                              | -2                                                                      |                                                                         |
| 3-9-1933                                                                | Kaunas                                                                  | Estonia                                                                 | 0 – 1                                                                   | Lettonia                                                                | Coppa del Baltico 1933                                                  | -                                                                       |                                                                         |
| 4-9-1933                                                                | Kaunas                                                                  | Lituania                                                                | 2 – 2                                                                   | Lettonia                                                                | Coppa del Baltico 1933                                                  | -2                                                                      |                                                                         |
| 10-6-1934                                                               | Kaunas                                                                  | Lituania                                                                | 2 – 0                                                                   | Lettonia                                                                | Amichevole                                                              | -2                                                                      |                                                                         |
| 14-8-1934                                                               | Riga                                                                    | Lettonia                                                                | 1 – 1                                                                   | Finlandia                                                               | Amichevole                                                              | -1                                                                      |                                                                         |
| 9-9-1934                                                                | Riga                                                                    | Lettonia                                                                | 1 – 3                                                                   | Lituania                                                                | Amichevole                                                              | -3                                                                      |                                                                         |
| 23-9-1934                                                               | Stoccolma                                                               | Svezia                                                                  | 3 – 1                                                                   | Lettonia                                                                | Amichevole                                                              | -3                                                                      |                                                                         |
| Totale                                                                  |                                                                         | Presenze                                                                | 18                                                                      |                                                                         | Reti                                                                    | -23                                                                     |                                                                         |

## Palmarès

### Nazionale
- Coppa del Baltico: 2

1932, 1933